# Ховельянос, Гаспар Мельчор де
Гаспа́р Мельчо́р де Ховелья́нос (исп. Gaspar Melchor de Jovellanos, полное имя — Балтаса́р Мельчо́р Гаспа́р Мари́я де Хо́ве Лья́нос-и-Рами́рес, исп. Baltasar Melchor Gaspar María de Jove Llanos y Ramírez; 5 января 1744 года, Хихон — 27 ноября 1811 года, Пуэрто-де-Вега) — испанский писатель, юрист, экономист и общественный деятель эпохи Просвещения.

## Биография
Родился в обедневшей аристократической семье. Изучал философию и латынь в Овьедо. Защитив в 1763 году диплом лиценциата по гражданскому и каноническому праву в одном из университетов Авилы, он продолжил обучение в Университете Алькалы.
С 1767 года по 1774 год был председателем суда по уголовным делам в Севилье.
С 1778 года по 1790 год был судьёй в Высшей судебной палате Испании в Мадриде.
В 1779 году был избран членом Королевской Академии Истории, в 1780 году — членом Королевской академии изящных искусств де Сан Фернандо, в 1781 году — членом Испанской Королевской Академии языка, в 1782 г. — членом Академии канонического права.
В 1790 году попал в опалу, был отстранён от всех должностей и отправлен в Астурию «для изучения её природных богатств». Вернулся в родной Хихон, где в 1794 году основал Астурийский институт, целью которого являлось «изучение естественных и точных наук».
В 1797 году он был назначен министром юстиции, выступал против привилегий духовенства и инквизиции и в 1798 году снова был выслан в Астурию, а в 1801 году был арестован и заключён в крепость Бельвер на острове Мальорка.
При вступлении в Испанию французов был освобождён, но отказался от предложения Жозефа Бонапарта поступить к нему на службу и принял деятельное участие в борьбе с французским владычеством, возглавляя либеральное меньшинство в Центральной хунте.

## Творчество
Написал ряд трактатов по шелководству, агротехнике, писал драмы (известнейшая — «El Pelayo», 1799 г.), стихотворения, публицистические статьи и экономические сочинения. Был сторонником уничтожения внутренних таможенных границ, понижения ввозных пошлин, противником всех стеснений торговли.
В своем «Докладе по делу об аграрном законе» (1794), анализируя экономические основы сословной организации испанского общества, он пришёл к мнению о том, что на производствах в Испании необходимо внедрение модели экономического либерализма.